# Lasar Abramowitsch Schazkin
Lasar Abramowitsch Schazkin (auch Lazar Schatzky) (russisch Лазарь Абрамович Шацкин; * 1902 in Suwałki; † 10. Januar 1937 in Moskau) war ein sowjetischer Parteifunktionär.

## Leben
Schazkin trat als Fünfzehnjähriger im Mai 1917, bereits vor der Oktoberrevolution, der Partei der Bolschewiki bei. Ab Oktober 1917 war er einer der Organisatoren des kommunistischen Jugendverbandes. Er kämpfte im russischen Bürgerkrieg an der Südfront in der Ukraine.
1919 war er Mitglied des Zentralkomitees des Komsomol und nahm am Gründungskongress der Kommunistischen Jugendinternationale teil, deren Sekretär des Exekutivkomitees er bis 1921 war.
1925 studierte Schazkin am Institut der Roten Professur. Auf dem 15. Parteitag der KPdSU wurde er Mitglied der Zentralen Kontrollkommission der Partei. Ab 1928 war er in der Redaktion der Prawda tätig.
Am 18. Juni 1929 veröffentlichte er in der Prawda einen Artikel mit dem Titel „Nieder mit den Parteiphilister“, in dem er darauf hinwies, dass die Partei von der „schweigenden Mehrheit“ beherrscht werde, die bereit sei, jede „von oben“ kommende Weisung anzunehmen. Der Artikel missfiel Stalin. In der Prawda, der Komsomolskaja Prawda und anderen Publikationen erschienen Artikel, in denen Schazkin scharf verurteilt wurde. Zusammen mit Bessarion Lominadse bildete er 1930 eine Oppositionsgruppe, die sich später mit der Gruppe von Sergei Syrzow zusammenschloss. Im Dezember 1930 wurde er auf Antrag des Politbüros wegen Bildung eines sogenannten „Links-Rechts-Blocks“ aus dem Zentralkomitee der Partei sowie aus den Redaktionen der Prawda und der Komsomolskaja Prawda ausgeschlossen.
Von 1931 bis November 1932 war Shazkin Leiter der Fünfjahresplangruppe im Zentralverband der Verbrauchergesellschaften der UdSSR. Von 1932 bis 1934 war er stellvertretender Direktor des Taschkenter Planungsinstituts und 1934 stellvertretender Vorsitzender der zentralasiatischen Planungskommission. Danach war er bis Februar 1935 Direktor des Instituts für Wirtschaftsforschung des Staatlichen Planungskomitees der UdSSR. Auch in dieser Zeit blieb er in Opposition zu Stalin.
Am 7. Februar 1935 wurde er aus der Partei ausgeschlossen. Am 10. Februar 1935 wurde er vom NKWD verhaftet. Am 26. März 1935 wurde er zu 5 Jahren Gefängnis verurteilt. Er verbüßte seine Haftstrafe im Spezialgefängnis in Susdal. Am 10. Januar 1937 wurde er vom Militärrat des Obersten Gerichtshofs der UdSSR erneut, diesmal zum Tode, verurteilt und noch am selben Tag erschossen. Seine Asche wurde auf dem Gelände des Donskoi-Klosters in Moskau beigesetzt.
Er wurde am 15. März 1963 posthum rehabilitiert und am 14. Juni 1963 wieder in die Partei aufgenommen.

## Aussage eines Zeitgenossen
„Schazkin war ein sehr kluger, gebildeter und fähiger junger Mann aus einer jüdischen Großbürgerfamilie. Er war es, der den Komsomol erfunden hatte. Als dessen Schöpfer und Organisator war er zunächst erster Sekretär des Komsomol-ZK, aber dann kopierte er Lenin, der niemals offiziell an der Spitze der Partei stand, verbarg sich hinter den Kulissen der Komsomolführung und leitete ihn mehrere Jahre lang ohne Ablösung mit seinem Leutnant Tarchanow. Schazkin gehörte dem ZK-Büro des Komsomol an, während an der Spitze des Verbandes Sekretäre des ZK standen, die sich Schazkin aus den weniger glänzenden Komsomolführern aussuchte. Jetzt (1924) war er infolge seines Alters aus dem Komsomol ausgeschieden und studierte am Institut der Roten Professur. In den Jahren der Jeshow-Säuberung (1937–1938) wurde er erschossen; vorher hatte er in der Komintern gearbeitet.“